# Eutyches
Eutyches (ur. ok. 378, zm. ok. 454) – archimandryta klasztoru w Konstantynopolu, twórca monofizytyzmu.
Jako zagorzały zwolennik Cyryla Aleksandryjskiego bronił uchwał soboru efeskiego. Występując przeciw Nestoriuszowi, sformułował pogląd, że w chwili wcielenia dwie natury utworzyły w Chrystusie tylko jedną naturę, jednocześnie boską i ludzką. Przypisuje mu się pogląd wyrażony słowami: Wyznaję, że Pan nasz stał się z dwóch natur przed zjednoczeniem, lecz po zjednoczeniu wyznaję jedną naturę. W zjednoczeniu miała się dokonać, według niego, całkowita asymilacja natur do tego stopnia, że w Chrystusie należy widzieć tylko jedną naturę. Dwie natury przestały być odrębne w momencie zespolenia, czyli w chwili wcielenia. Natura ludzka rozpłynęła się w naturze boskiej tak, jak kropla słodkiej wody rozpływa się w morzu. Skutkiem takiego twierdzenia jest fakt, że ciało Jezusa nie jest współistotne z naszym ciałem. Chociaż Eutyches nie przyznawał się do prymitywnego doketyzmu, to jednak był o takie idee podejrzewany. W 448 został oskarżony przez biskupa Euzebiusza z Doryleum o herezję i ekskomunikowany przez synod, gdyż nie chciał podpisać formuły przedłożonej mu przez patriarchę konstantynopolitańskiego Flawiana, która brzmiała: Wyznajemy, że Chrystus jest z dwóch natur po wcieleniu, w jednej hipostazie i w jednej osobie, wyznając jednego Chrystusa, jednego Syna i jednego Pana.
Sobór efeski II, tzw. „synod zbójecki”, w 449 roku uznał go za prawowiernego. Jego poglądy doprowadziły do zwołania soboru chalcedońskiego w 451 roku, który – opowiadając się za doktryną wyrażoną przez papieża Leona Wielkiego w liście dogmatycznym zwanym Tomus ad Flavianum – ostatecznie go potępił i skazał na wygnanie.